# Anomalonyx
Anomalonyx là một chi bọ cánh cứng trong họ Chrysomelidae.
Chi này được Weise miêu tả khoa học năm 1903.

## Các loài
Các loài trong chi này gồm:
- Anomalonyx bifasciatus Laboissiere, 1931
- Anomalonyx concolor Weise, 1903